# Acerentulus gisini
Acerentulus gisini är en urinsektsart som beskrevs av Bruno Condé 1952. Acerentulus gisini ingår i släktet Acerentulus och familjen lönntrevfotingar. Inga underarter finns listade i Catalogue of Life.